# NGC 2546

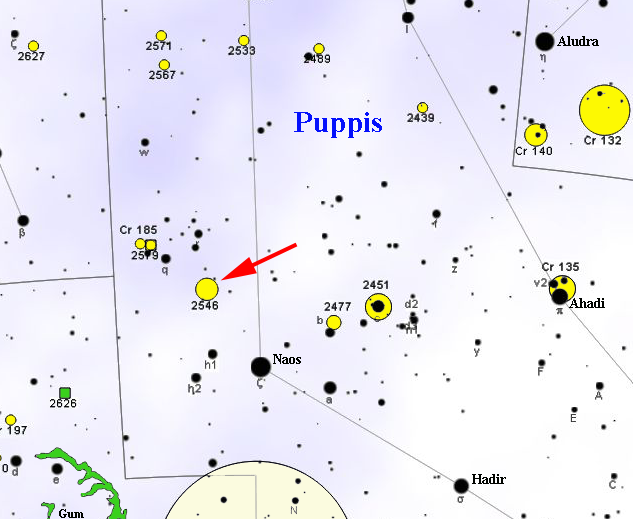
NGC 2546的位置

NGC 2546是一个位于船尾座的疏散星团，1751至1752年间由尼古拉·路易·拉卡伊在南非发现。